# Naturrutan
Naturrutan var ett svenskt TV-program om djur, natur och fiske. Programmet producerades av SVT Sundsvall och sändes i TV mellan 1974 och 1987. Producenter var genom åren bland andra Bertil Hedlund, Roland Perlström, Olle Hallberg och Roland Sjögren.
Programmets vinjett byggde på att Naturrutan är en palindrom.